# Pont de Traneberg
Le pont de Traneberg (en suédois Tranebergsbron) est un pont situé au centre de Stockholm qui a été inauguré le 31 juillet 1934. Il relie l'île de Kungsholmen au quartier de Traneberg en direction des banlieues ouest et nord-ouest de la capitale suédoise. Il permet la circulation des piétons, des bicyclettes, des véhicules à moteur et des rames de la ligne verte du métro de Stockholm.
Le pont de Traneberg a une longueur de 450 mètres, une largeur de 27 mètres et une hauteur de 32 mètres. La hauteur sous l'arche est de 25,2 mètres. Au moment de son inauguration, il est le plus long pont en arc du monde construit en béton armé, avec une portée de 181 mètres. C'est une œuvre des architectes Paul Hedqvist et David Dahl, les ingénieurs chargés de la construction étant Samuel Kasarnowsky et Ernst Nilsson.

## Les premiers ponts de Traneberg
En 1787, le roi Gustave III prend la décision de construire un pont dans le cadre de la création d'un nouvel accès vers Drottningholm et le château de Drottningholm. C'est à cette même époque que sont construits les premiers ponts de Nockeby et de Drottningholm. C'est l'architecte Carl Fredrik Adelcrantz qui est chargé de la réalisation des trois ouvrages. Le premier pont de Traneberg est un pont flottant, qui est démoli en 1850 lorsqu'un nouvel ouvrage, reposant sur des pontons, est construit un peu plus au sud. Entre 1911 et 1914, un nouveau pont flottant est construit sur un concept imaginé par Wolmar Fellenius et Otto Linton. Cet édifice dit « ouvrable », sans ancrage, supporte des canalisations d'eau, de gaz et d'électricité. Les piles et les culées sont en béton, tandis que le tablier est en acier. L'ouverture totale du pont (distance entre les culées) est de 227,1 mètres, tandis que les piles sont séparées de 37,3 mètres et que la largeur utile du tablier est de 6,3 mètres. Ce pont permet le passage des tramways de la ligne 2B, qui donne ensuite naissance aux lignes 12 et 13.

## Construction du nouveau pont
Du fait de la croissance rapide de la population dans la banlieue ouest, le conseil municipal de Stockholm décide le 23 février 1931 de la construction d'un nouveau pont. L'emplacement choisi est situé 100 mètres au nord du pont flottant, et le budget alloué est de 4,8 million de couronnes. Le pont est inauguré le 31 août 1934 par le prince héritier Gustave Adolphe, en présence d'une foule estimée à 6 000 personnes. Il est alors constitué de deux arcs parallèles. Le premier arc supporte une voie de tramway, et le deuxième est aménagé avec quatre voies de circulation routière. En 1952, le tramway est remplacé par le métro, et les caténaires disparaissent avec la pose d'un troisième rail.

## Construction d'un troisième arc
Le pont de Traneberg n'est pas épargné par la corrosion, due en particulier au salage des voies en hiver, et à l'augmentation constante du trafic routier. Au cours des années 1990, des restrictions sont imposées pour le passage des poids lourds. En particulier, les bus nocturnes vers la banlieue ouest doivent être déroutés par le nord. Entre 1999 et 2005, le pont est agrandi, avec la construction d'un troisième arc au sud des deux arcs déjà en place. Une fois ce nouvel arc inauguré en 2002, on procède à la rénovation des deux autres. Cette rénovation consiste en fait à une reconstruction complète des tabliers, seuls les arcs étant conservés. Le pont de Traneberg est inauguré une nouvelle fois le 31 août 2005 par la princesse héritière Victoria. Les travaux auront couté 800 million de couronnes.

## Mémorial

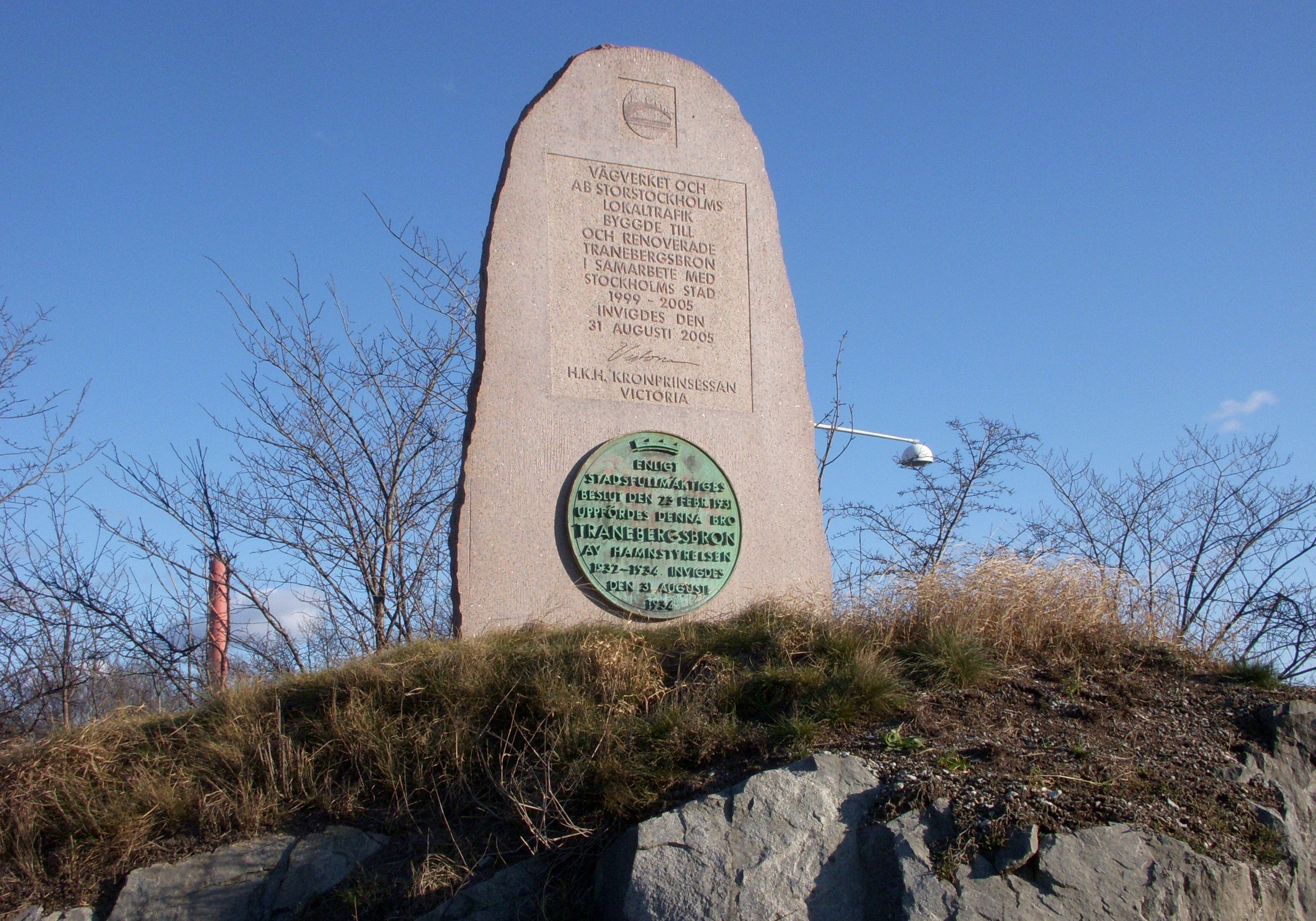
Le mémorial en 2012.

Près de la culée ouest du pont de Traneberg, un mémorial a été érigé en souvenir de la construction du pont en 1932-1934 et de son agrandissement en 1999-2005.
Sur une plaque de cuivre de forme circulaire, on peut lire :

« Faisant suite à la décision du conseil municipal du 23 février 1931, ce pont, le pont de Traneberg, a été construit par la direction portuaire en 1932-1934. Il a été inauguré le 31 août 1934. »

Gravé dans le granite, on peut lire :

« L'administration nationale des routes et la régie des transports en commun de Stockholm ont agrandi et rénové le pont de Traneberg en collaboration avec la ville de Stockholm. Inauguré le 31 août 2005 (signature) S.A.R. la princesse héritière Victoria. »

## Galerie

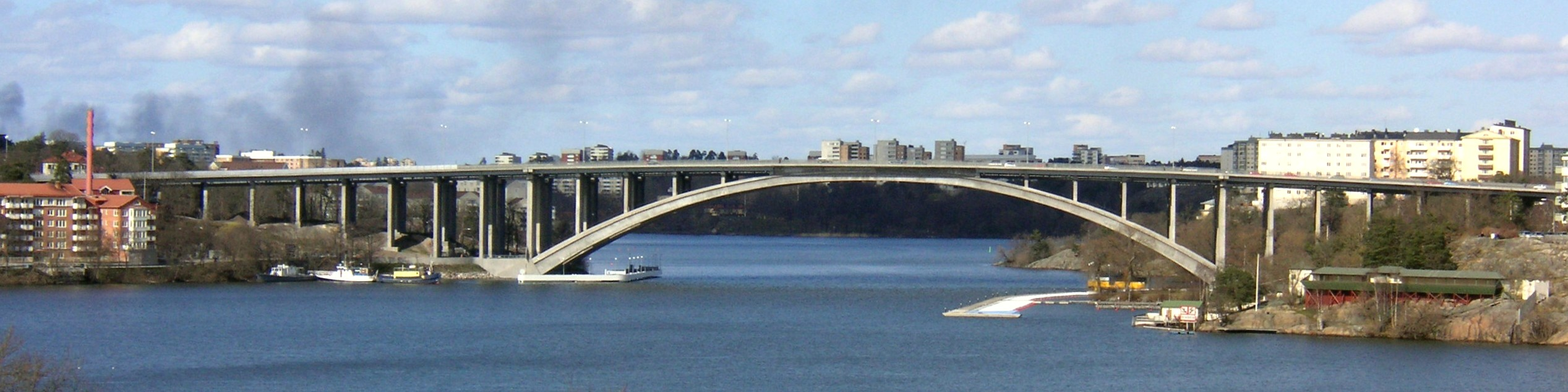
Le pont de Traneberg vu depuis l'ile Stora Essingen.

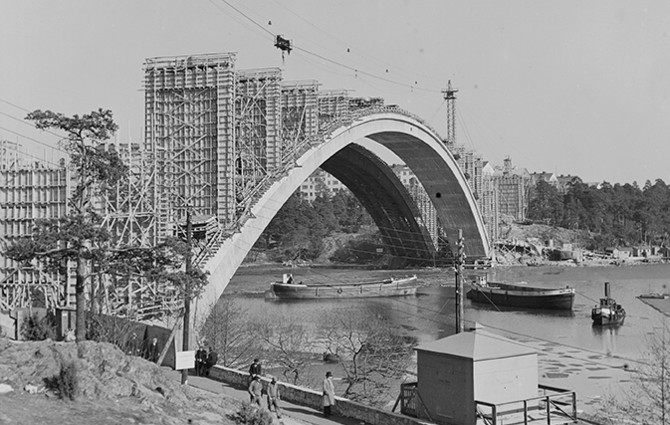
Le pont en 1933. Photo : Bertil Norberg
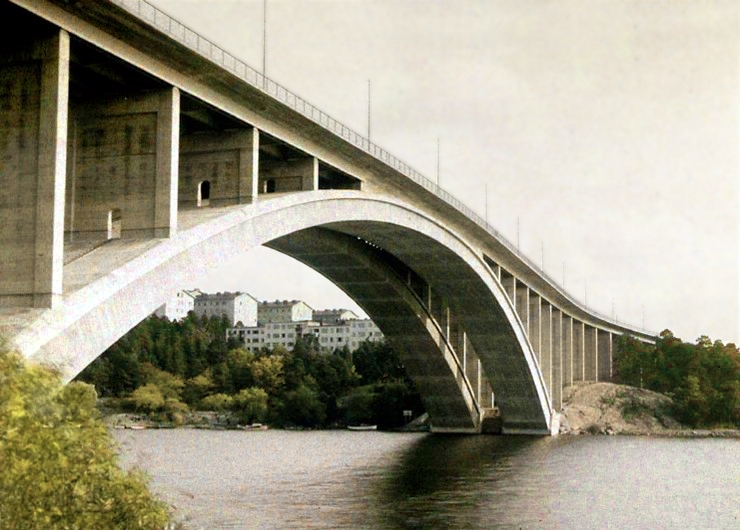
Le pont en 1937. Photo : Gustaf Cronquist
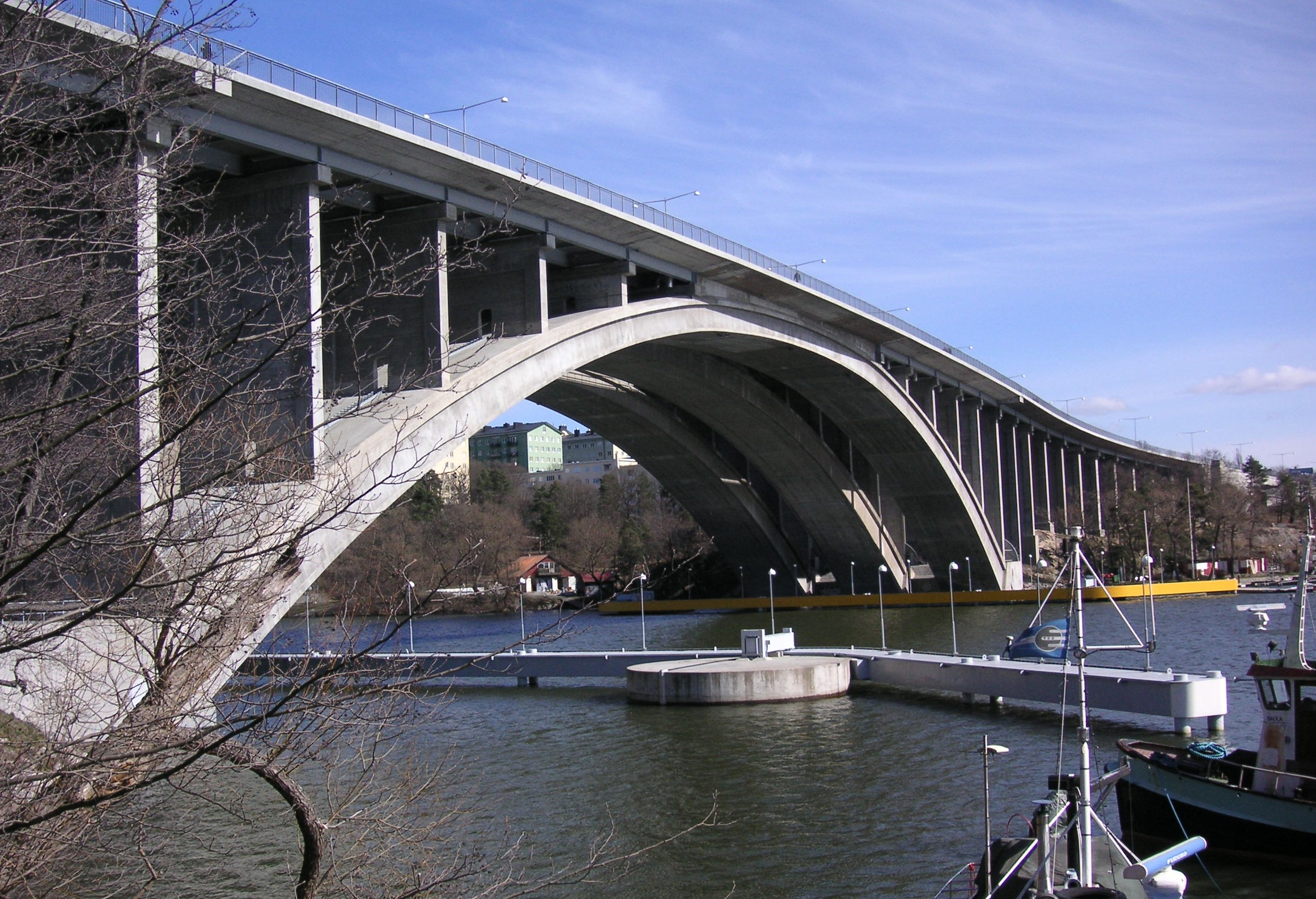
Le pont en 2008. Photo : Holger Ellgaard